# Жан Кокто
Жан Кокто́ (фр. Jean Cocteau; 5 липня 1889 — 11 жовтня 1963) — французький режисер, письменник, актор, художник, кінорежисер, діяч мистецтва, відома фігура інтернаціонального авангарду першої половини XX ст.

## Біографія
Народився 5 липня 1889 року в Мезон-Лаффітт, Франція. Син адвоката і художника-аматора, який наклав на себе руки, коли синові було 9 років. Дід Кокто, який й виховував Жана, влаштовував у себе вдома аматорські концерти, був меломаном і колекціонером, в тому числі музичних інструментів. У сімейній колекції були картини Енгра, Делакруа, грецькі статуї. Своїм вихованням і освітою, як вважав Жан Кокто, він був зобов'язаний своєму дідові.
Навчався в одному з кращих ліцеїв Парижа — ліцеї Кондорсе.
У 1910—1920 роки сформувався як поет, віддавши данину дадаїзму в збірнику «Вірші» і сюрреалізму в збірнику поезії «Опера». Став особливо відомий як художник-графік, був прихильником кубізму. Художнє сприйняття і мислення Жана Кокто формувалося під впливом естетики, поглядів і співпраці з Еріком Саті, а також російського балету Сергія Дягілєва, музики Ігоря Стравінського, художніх робіт Пабло Пікассо і поезії Гійома Аполлінера.
З середини 1910-х років увійшов в мистецькі кола Парижа, познайомився з Марселем Прустом, Андре Жідом, Сергієм Дягілєвим, Пабло Пікассо, Еріком Саті й іншими, вплинув на сюрреалістів (потім конфліктував з А. Бретоном), пізніше зблизився з Жаном Маре й Едіт Піаф.
У роки Другої світової війни засуджував колаборантський Режим Віші. У 1949 був нагороджений орденом Почесного легіону.

## Особисте життя
У 1932—1934 рр. жив з російською актрисою, княжною Наталією Павлівною Палей. Пара розлучилася після того, як Палей втратила дитину від Кокто.
Жан Кокто ніколи не приховував своєї гомосексуальності. Він був автором, злегка гомоеротичного і напівавтобіографічного, Le livre blanc (перекладається як «Білий листок» або «Біла книга»), виданого анонімно в 1928 році. Він ніколи не відкидав свого авторства, а пізніше видання роману містить його вступ і малюнки.
Кокто 25 років прожив з актором Жаном Маре після знайомства з ним у 1937 році в Парижі. Їхні стосунки не афішувалися, але і ні для кого не були секретом. Свого коханого Кокто зняв у багатьох фільмах.
Був католиком.

## Смерть
Помер від серцевого нападу в його шато в Міллі-ла-Форет, Ессон, Франція, 11 жовтня 1963 року у віці 74 років. Його подруга, французька співачка Едіт Піаф, померла за день до цього, але про це оголосили лише вранці, у день смерті Кокто. Повідомляли, що серце Жана не витримало, почувши про смерть Піаф. Насправді, за словами автора Роджера Пейрефітта, Кокто був спустошений після конфлікту з його давньою подругою Франсін Вейсвайлер.
Відповідно до його побажань, Кокто похований під підлогою Chapelle Saint-Blaise des Simples in Milly-la-Forêt. На епітафії його надгробку на підлозі каплиці написано: «Я залишаюся з вами» («Je reste avec vous»).

## Досягнення та нагороди
У 1955 був обраний членом Французької академії, Королівської Академії Бельгії. Командор Ордена Почесного Легіону, член Академії Малларме, багатьох національних Академій світу, почесний президент Каннського кінофестивалю, Академії джазу та ін.
У Мії-ла-Форе діє будинок-музей Жана Кокто.

## Творчість
Різнобічно обдарована особистість, Кокто проявив себе у різних мистецьких напрямах. І якщо для інших це було небезпечно, бо не давало змоги якісно виявити себе в якомусь жанрі, Кокто щасливо уникав легковажності й прохідних, малоцікавих робіт.
Свої літературні праці друкував в американському часописі «Літтл Ревю» з 1916 року. Написав декілька лібрето для опер, ораторій, балетів.

## Скандальний балет «Парад»
Особливе місце у творчій біографії Жана Кокто посів скандальний балет «Парад», який поставив на сцені Дягілєв Сергій Павлович у межах «Російських сезонів». Він став першою сюрреалістичною виставою в Парижі й наробив багато галасу, викликав обурення і спротив. Сценографія доповнювалась творами Джорджо де Кіріко, Пікассо. І, здається, ці декорації були найкращою складовою вистави, де були порушені канони класичної вистави й балету як такого.

## Маловідомий Кокто
Він відчував недостатність свого акторства чи участі у виставах. Серед позатеатральних робіт, наприклад, архітектура (побудував каплицю).
Як художник Кокто узявся за створення театральної афіші. Споглядання за репетиціями балерин надихали багатьох художників, серед яких Дега. Не залишився осторонь і Кокто. Натхнення вразило його на репетиції балерини Тамари Карсавіної. Легка і тоненька, у багатій театральній пачці й на пуантах, на театральній афіші Кокто уславлена балерина виглядає елегантною і тендітною пані й водночас екзотичною квіткою. Афіша Кокто до балету Карла Вебера «Видіння троянди» з Карсавіною стала на один щабель з найкращими афішами Тулуз-Лотрека і мистецтва афіші взагалі. Ця афіша — надбання і гордість багатьох музеїв світу (1911 р., гуаш).

### Поезія
- La lampe d'Aladin (1908)
- Le prince frivole (1909)
- Odes (1914)
- Cap de Bonne-Espérance (1918)
- Escales (1920)
- Vocabulaire (1922)
- Plain-Chant (1922)
- Prière mutilée (1922)
- La Rose de François (1923)
- L'Ange Heurtebise(1925)
- Cri écrit (1925)
- Opéra (1926)
- Eloge de l'Imprimerie (1929)
- Mythologie (1934)
- Enigme (1939)
- Allégories (1940)
- Léone (1944)
- La Crucifixion (1946)
- Le Chiffre sept (1952)
- La Nappe du Catalan (1952)
- Dentelle d’éternité (1953)
- Appogiatures (1953)
- Clair-Obscur (1954)
- Paraprosodies (1958)
- Gondole des Morts (1958)

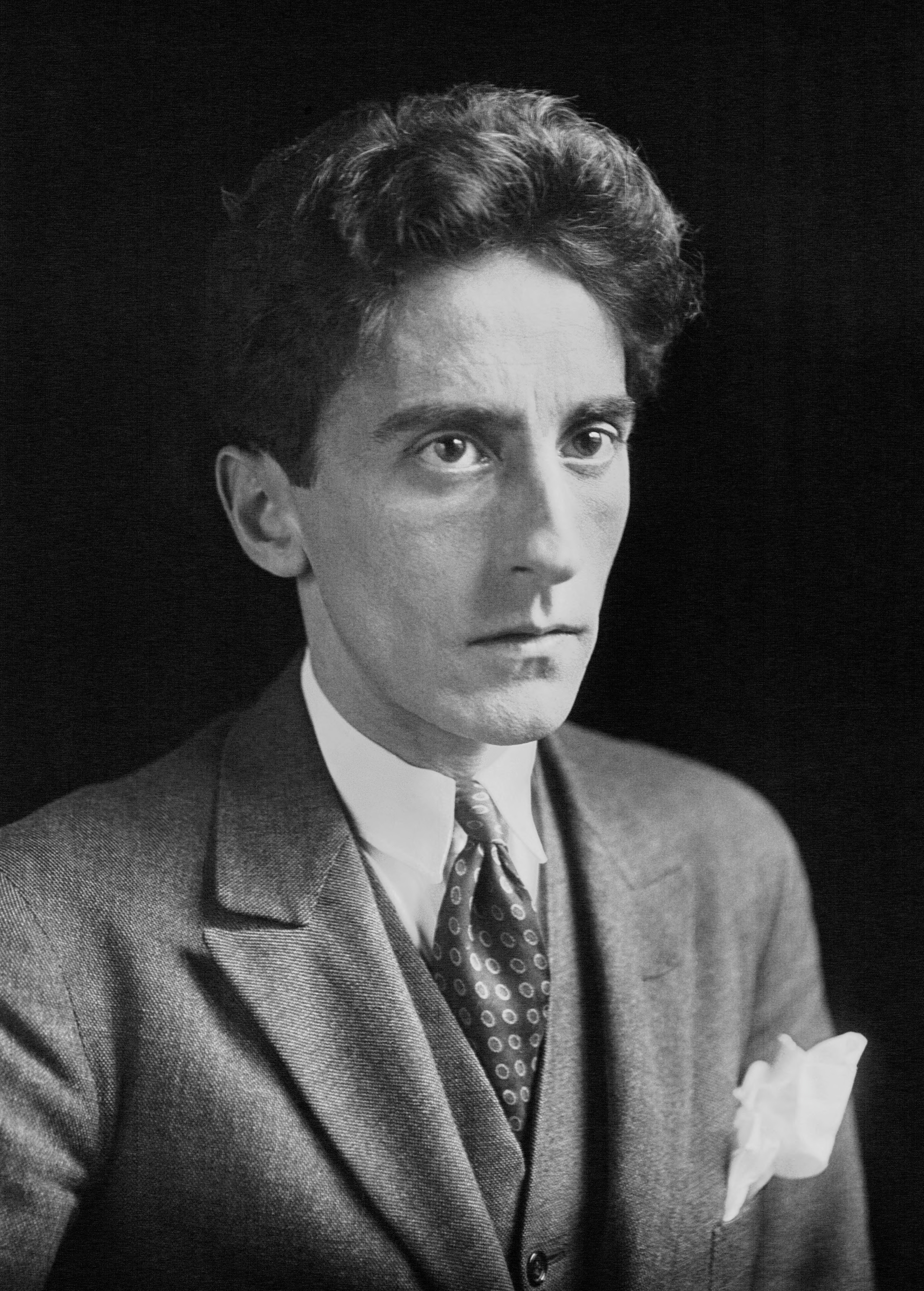
Жан Кокто, 1923

- Cérémonial Espagnol du Phénix (1960)
- Le Requiem (1961)
- Taches (1962)
- Faire-Part (1968, посмертно)

### Романи

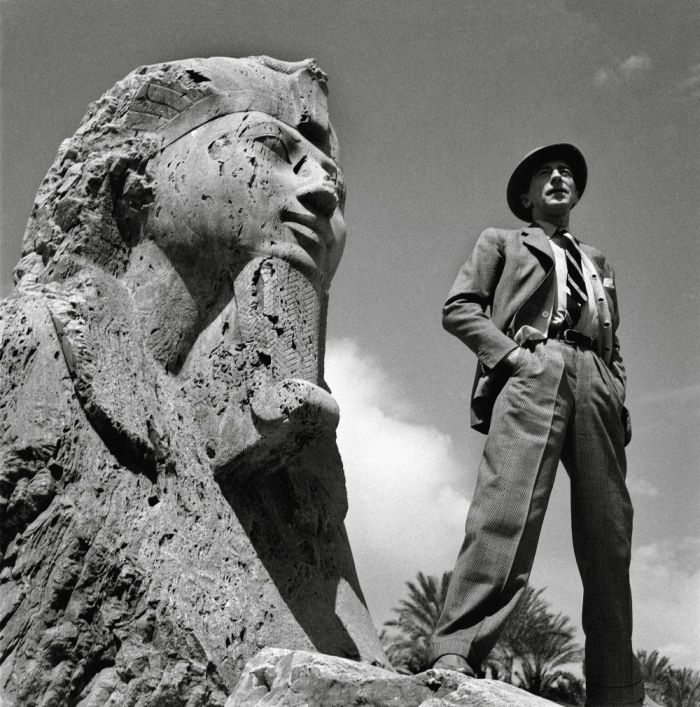
портрет, автор Дімітріс Папідімос

- Le Potomak (1919)
- Le Grand Ecart (1923)
- Thomas l'imposteur (1923)
- Le Livre blanc (1928)
- Les Enfants terribles (1929)
- La Fin du Potomak (1940)

### Есе
- Le Coq et l'Arlequin (1918)
- Carte blanche (1920)
- Le Secret professionnel (1922)
- Le Rappel à l'ordre (1926)
- Opium (1930)
- Essai de critique indirecte (1932)
- Portraits-Souvenir (1935)
- Mon Premier voyage (1938)
- Le Greco (1943)
- Le Foyer des artistes (1947)
- Jean Marais (1951)
- Gide vivant (1952)
- Entretiens sur le musée de Dresde (1957, з Луї Арагоном)
- Le Cordon ombilical (1962)

### П'єси
- Parade (1917)
- Les Mariés de la tour Eiffel (1921)
- Antigone (1922)
- Roméo et Juliette (1924)
- Orphée (1926)
- La Voix humaine (1930)
- La Machine infernale (1934)
- L'Ecole des veuves (1936)
- Oedipe-roi (1937)
- Les Chevaliers de la Table ronde (1937)
- Les Parents terribles (1938)
- Les Monstres sacrés (1940)
- La Machine à écrire (1941)
- Renaud et Armide (1943)
- L'Epouse injustement soupçonnée (1943)
- L'Aigle à Deux Têtes (1946)
- L'impromptu du Palais-Royal (1962)

### Кінофільми
- 1930 — Кров Поета (фр. Le Sang d'un poète)
- 1943 — Вічне повернення (фр. L'Eternel retour) (сценарій)
- 1946 — Красуня і чудовисько (фр. La Belle et la Bête)
- 1947 — Двоглавий орел (фр. L'Aigle à Deux Têtes)
- 1948 — Жахливі батьки (фр. Les Parents terribles)
- 1950 — Коріолан (фр. Orphée)
- 1950 — Орфей (фр. Orphée)
- 1952 — Вілла Санто-Соспір (фр. Villa Santo-Sospir)
- 1960 — Заповіт Орфея (фр. Le Testament d'Orphée)

### Лібрето
- Едіп-цар (1927)

## Твори українською мовою
Людський голос [Текст] / Жан Кокто ; пер. Оксани Соловей. — Мюнхен: Сучасність, 1974. — 47 с. (Український переклад «Людського голосу» друкований у журналі «Сучасність» ч. 1 (145) за січень 1973 р.).
Окремі твори Кокто переклали П. Петренко, М. Терещенко, Л. Гнатенко та ін.

## Жан Кокто на українській сцені
- Жовтень 1987 року — «les Monstres sacrés» («Священні чудовиська»), Національний академічний театр російської драми імені Лесі Українки (режисер ― Роман Віктюк, сценографиня ― Світлана Старцева, виконавиця ролі Естер ― Ада Роговцева). Вистава отримала театральну премію імені Таїрова[10][11].
- 4 березня 2019 року — прем'єра моновистави «Людський голос» за мотивами п'єси Жана Кокто (постановка театральної групи «Правда/перспектива», автор проєкту та режисер Євген Лапін, виконавиця Віталіна Ізотова). Вистава отримала міжнародне визнання: (травень 2019 року — І Міжнародний театральний фестиваль Solo Plays Fest (м. Київ) — диплом за оригінальне режисерське рішення; вересень 2019 року — VII Міжнародний театральний фестиваль «JoyFest» (м. Київ) — диплом за найкращий театральний експеримент[12].
- 17 жовтня 2019 року — Міжнародний українсько-голландський проект La Voix Humaine Facetime / Людський голос у рамках Року французької мови в Україні до 120-річчя від дня народження Франсіса Пуленка та 130-річчя Жана Кокто. Музика Франсіса Пуленка, текст Жана Кокто. Концепція, режисура і дизайн — Кріс Колміс (Нідерланди). Голос — Катерина Левенталь (Нідерланди). Партія фортепіано — лауреат міжнародних конкурсів Марія Прилипко (Україна).
- 13 лютого 2020 року ― «Мій Орфей. Жан Кокто», «Alpha» (постановка танцювальної компанії «nEra Dance Company», хореограф-постановник ― Владислав Детюченко, композитор ― Іван Гаркуша, художниця по костюмах ― Катерина Маньковська, у виставі беруть участь: Богдан Кириленко. Володимир Марчук, Владислав Детюченко, Поліна Луканська, Наталія Ждан, Дарія Геращенко, музика ― білоруський гурт Radiofillz)[13][14][15].